# Kuzhithurai
Kuzhithurai es una ciudad y municipio situada en el distrito de Kanyakumari en el estado de Tamil Nadu (India). Su población es de 21307 habitantes (2011). Se encuentra a 42 km de Thiruvananthapuram y a 26 km de Nagercoil. 

## Demografía
Según el censo de 2011 la población de Kuzhithurai era de 21307 habitantes, de los cuales 10539 eran hombres y 10768 eran mujeres. Kuzhithurai tiene una tasa media de alfabetización del 94,07%, superior a la media estatal del 80,09%: la alfabetización masculina es del 95,85%, y la alfabetización femenina del 92,32%.